# 啟航灣級護航航空母艦
科芒斯曼特湾级护航航空母舰（英語：Commencement Bay-class escort carrier），是一种以美国海事委员会所定T3型規格油輪船體而建造的護航航空母艦，這賦予它們約23,000噸的排水量和170米的長度。大多數早期的護航航空母艦是中途改造，而啟航灣級是從龍骨開始建造。其總體佈局和桑加蒙級護航航空母艦是相似的，但對一些桑加蒙級的工程缺陷進行了處理。

## 歷史
它開始服役已經是第二次世界大戰後期，啟航灣級從1944年5月9日開始服役至戰爭結束，因此他們大多很少或沒有獲得運用。總共有35艘的訂單，但只有19艘完成並在美國海軍服役，其餘則被取消訂單。
二戰結束後，它們變更為直升機母艦、反潛或運輸用而活躍，啟航灣級是唯一在朝鮮戰爭中前往第一線的護航航母級別。
啟航灣級裝備有兩具大型彈射裝置，而得以自40年代活躍至60年代，隨著噴射機時代的到來，因為船已經不再大到足以安全地攜帶1950年代末期的更大型噴射機而結束了使命。
直至1970年代，最後一艘的天寧號退役後，啟航灣級全部退役。

## 同级舰
CVE-105	Commencement Bay	科芒斯曼特湾号

CVE-106	Block Island	        布洛克島號

CVE-107	Gilbert Islands	        吉尔伯特群岛号

CVE-108	Kula Gulf	        庫拉灣號

CVE-109	Cape Gloucester	        格洛斯特角號

CVE-110	Salerno Bay	        薩雷諾灣號

CVE-111	Vella Gulf	        維拉灣號

CVE-112	Siboney	                西波涅號

CVE-113	Puget Sound	        普吉特灣號

CVE-114	Rendova	                倫多瓦號

CVE-115	Bairoko	                貝羅科號

CVE-116	Badoeng Strait	        巴東海峽號

CVE-117	Saidor	                賽多爾號

CVE-118	Sicily	                西西里号

CVE-119	Point Cruz	        克魯茲角號

CVE-120	Mindoro   	        民都洛号

CVE-121	Rabaul	                拉包尔号

CVE-122	Palau	                帛琉號

CVE-123	Tinian	                天寧號

CVE-124	Bastogne	        巴斯托尼号(完工前取消建造)

CVE-125	Eniwetok	        埃尼威托克號(完工前取消建造)

CVE-126	Lingayen	        仁牙因號(完工前取消建造)

CVE-127	Okinawa	                冲绳号(完工前取消建造)

CVE-128至139	Unnamed         未命名(取消建造)